# Nanedi Valles
Nanedi Valles je údolí, jedno z možných řečišť na povrchu Marsu, nachází se v kvadrátu Lunae Palus o 4.9° severní šířky a 49.0° západní délky. Název má z sesothštiny, to je národní jazyk afrického státu Lesotho. Jinak je také Nanedi Valles lokalizováno mezi Shalbatana Vallis a horní Maja Valles. Údolí je 4 km široké na severním konci a tvarem připomíná Nirgal Vallis, má jen pár malých větvících se částí. U tohoto údolí lze někdy pozorovat detailnější struktury uvnitř širokého systému údolí.

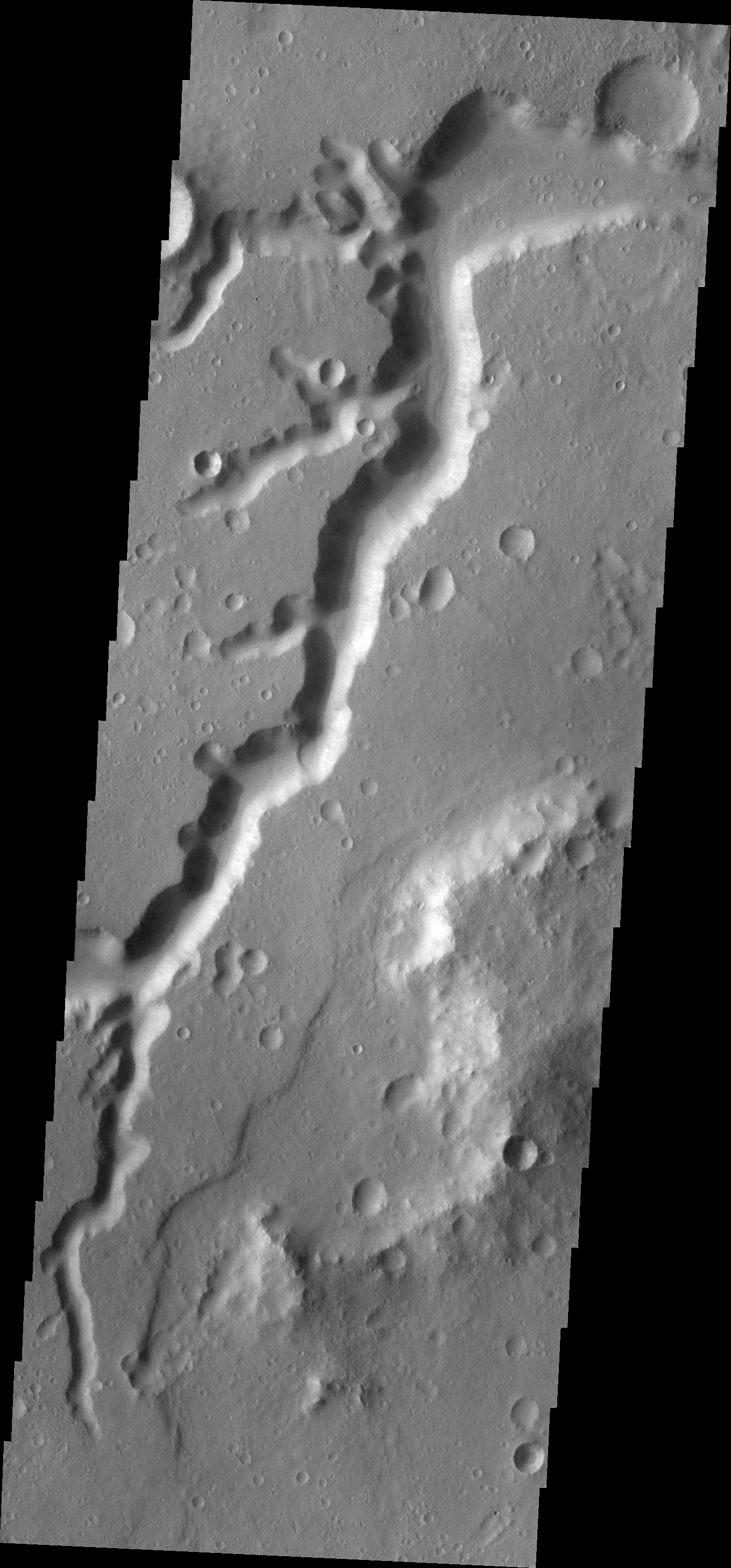
Nanedi Valles pozorováno z sondy THEMIS.